# Karl Kahn
Karl Kahn (* 3. März 1900 in Absberg; † 16. Juli 1966 in München) war ein deutscher Politiker (BVP, CSU).

## Leben
Karl Kahn wurde 1900 in Absberg im heutigen Landkreis Weißenburg-Gunzenhausen geboren. Er studierte Nationalökonomie und Geschichte. 1921 bis 1924 war er Landesvorsitzender des Jungbayern-Ringes der Bayerischen Volkspartei. Ab 1926 war er als Redakteur und Referent in Wirtschaftsverbänden tätig. Zum 1. August 1935 trat er in die NSDAP ein (Mitgliedsnummer 3.690.891). 1939 bis 1946 war Kahn in der Wehrmacht und anschließend in britischer Kriegsgefangenschaft. 1946 wurde er Kreisgeschäftsführer und 1947 Bezirksgeschäftsführer der CSU Oberpfalz.
Kahn gehörte dem Deutschen Bundestag seit dessen erster Wahl 1949 bis 1957 an. Er vertrat den Wahlkreis Burglengenfeld im Parlament. 1949 und 1953 bis 1957 war er stellvertretender Vorsitzender des Petitionsausschusses des Bundestages.
Am 2. Dezember 1949 war er der erste Bundestagsabgeordnete, der die Beschlussfähigkeit des Parlaments bezweifelte. Dies geschah in der Beratung über das von CDU/CSU und Zentrumspartei eingebrachte Gesetz betreffend Wartegeld und Pensionen der ostvertriebenen Beamten; die Sitzung musste wegen Beschlussunfähigkeit aufgehoben werden. Es war der seltene Fall, dass ein Unterstützer des Antrags diesen durch Feststellung der Beschlussunfähigkeit vorerst zu Fall brachte. Kahn verteidigte sein Tun damit, dass es aus seiner Sicht die Pflicht eines jeden Abgeordneten sei, bei einer derart wichtigen Debatte anwesend zu sein.
Kahn verstarb 1966 in München.